# Centromerita
Centromerita es un género de arañas araneomorfas de la familia Linyphiidae. Se encuentra en la zona holártica.

## Lista de especies
Según The World Spider Catalog 12.0:
- Centromerita bicolor (Blackwall, 1833)
- Centromerita concinna (Thorell, 1875)